# Маконде (народ)

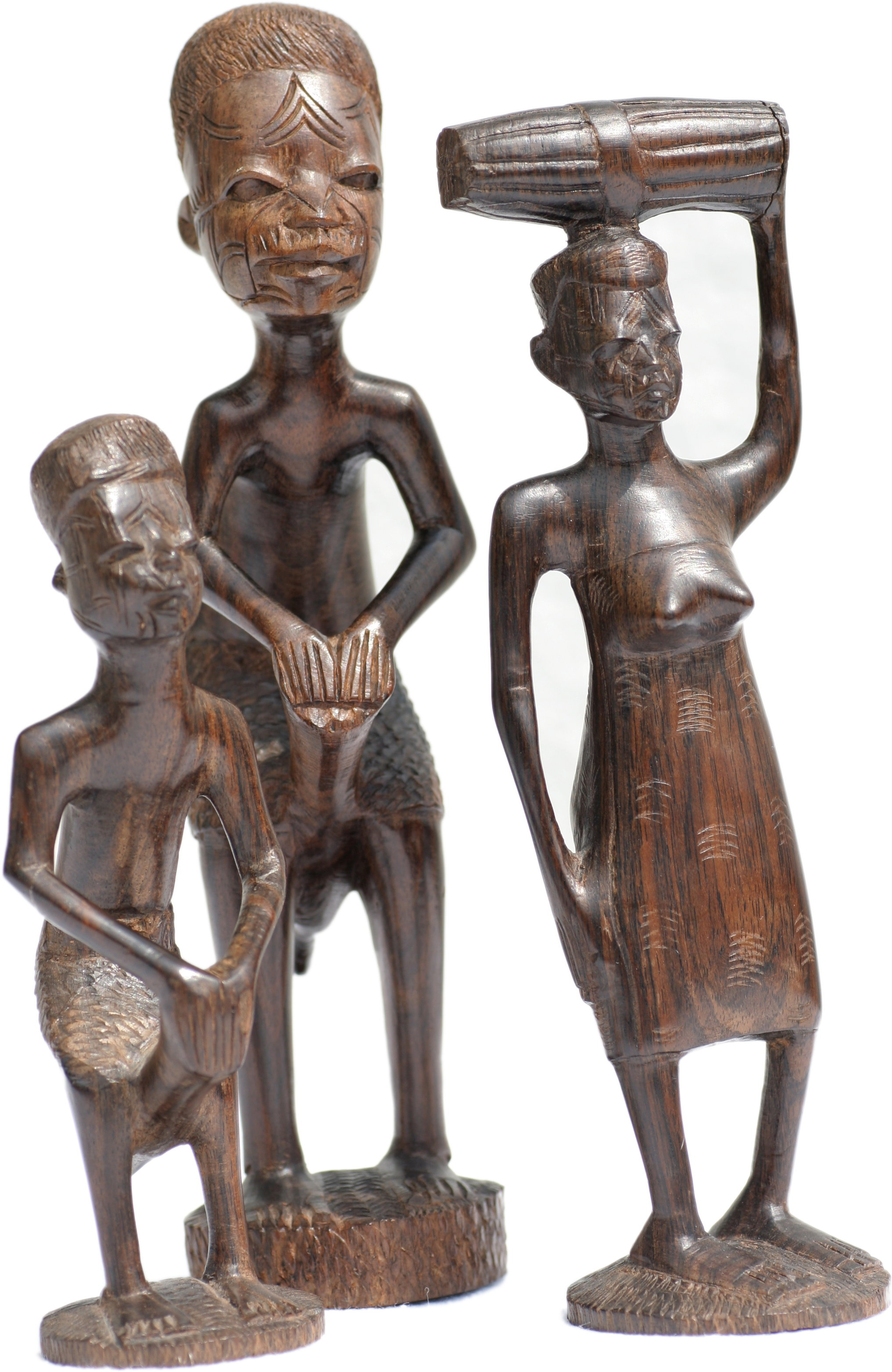
Деревянные статуэтки маконде

Маконде — народ, живущий главным образом на юге Танзании, между реками Лукуледи и Рувума, и частично на северо-востоке Мозамбика. Общая численность — более 1,5 млн чел. По данным на 2001 год в Танзании проживало 1 140 000 представителей этого народа, а по данным на 1997 год в Мозамбике обитало 233 358 маконде. Язык маконде относится к восточной подгруппе группы банту (зона P). Религия большинства маконде — суннитский ислам, заметная часть исповедует христианство или придерживается традиционных верований. В культуре заметно влияние суахили и арабов. Основное традиционное занятие — ручное подсечно-огневое земледелие; развито отходничество на сизалевые плантации и в города. Развита резьба по дереву.